# 接吻 (中島美嘉單曲)
《接吻》，日本女歌手中島美嘉的第8張單曲。2003年6月25日發行。

## 概述
- 2003年第3張單曲，5萬枚生產限定，特殊紙盒包裝。
- 日本組合Original Love（日语：Original Love）於1993年的大熱歌曲「接吻」的翻唱版本。
- 中島首支雷鬼風格歌曲。

## 收錄曲
（全編曲：森俊也）
1. 接吻
  - 作詞・ 作曲 : 田島貴男
2. 接吻（Yard Style mix）
3. 接吻（Dennis Bovell Lovers Dub #2）
  - 編曲：Dennis Bovell
4. 接吻（Instrumental）

## 資料來源
- Sony Music Online Japan : 中島美嘉 : 接吻 （页面存档备份，存于）